# گابریلا پاپاداکیس
گابریلا پاپاداکیس (فرانسوی: Gabriella Papadakis‎؛ زادهٔ ۱۰ مهٔ ۱۹۹۵) اسکیت‌باز نمایشی اهل فرانسه است.